# Dipartimento di Wouri
Il dipartimento di Wouri è un dipartimento del Camerun nella Regione del Litorale.

## Comuni
Il dipartimento è formato dalla città di Douala, suddivisa in 5 arrondissement, e dal comune di Manoka.